# Massimo Massetti

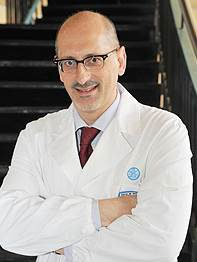
Massimo Massetti

Massimo Massetti (Cortona, 2 giugno 1964) è un cardiochirurgo italiano, attuale direttore dell’Area Cardiovascolare e della Cardiochirurgia della Fondazione Policlinico A. Gemelli di Roma, titolare della Cattedra di Cardiochirurgia dell'Università Cattolica del Sacro Cuore di Roma.

## Carriera
Conseguita la maturità scientifica presso il Liceo Scientifico Sacro Cuore di Gesù di Siena, si è laureato in Medicina e Chirurgia all'Università di Siena nel 1991. Ammesso alla Scuola di Specializzazione in Cardiochirurgia del medesimo ateneo, nel 1993 si è trasferito in Francia al Centre Hospitalier Universitaire de Caen diretto da Andre Khayat, dove ha proseguito la formazione chirurgica ed universitaria.
Tornato in Italia nel 2005, è diventato Professore Associato presso la Cardiochirurgia della Fondazione IRCCS Policlinico San Matteo di Pavia, diretta da Mario Viganò. 
Nuovamente in Francia nel 2007, ha assunto la direzione della Divisione di Cardiochirurgia, trapianto di cuore ed assistenza meccanica cardiaca del Centre Hospitalier Universitaire de Caen. Nello stesso anno ha ricevuto a Parigi il premio “Victoires de la Médecine” nell'area cardiologica per il progetto “Resuscitation”, riguardante l'impiego di metodiche e tecnologie innovative per migliorare la prognosi dei pazienti colpiti da arresto cardiaco.

## Ritorno in Italia
Nel febbraio 2012 è subentrato a Gian Federico Possati nella direzione della Cardiochirurgia del Policlinico Universitario “Agostino Gemelli” di Roma e, grazie alla riforma Gelmini (nello specifico, ad alcune norme relative al cosiddetto "rientro dei cervelli"), ha ottenuto la chiamata diretta come Professore Ordinario di Cardiochirurgia presso l'Università Cattolica del Sacro Cuore di Roma. 
Dal suo arrivo, ha promosso la strutturazione di percorsi per la terapia chirurgica delle cardiopatie congenite dell'adulto, delle valvulopatie (nascita della prima Heart Valve Clinic in Italia), dello scompenso cardiaco (nel dicembre 2013 ha effettuato il primo impianto al Policlinico Gemelli di un cuore artificiale) e programmi di terapia cardiovascolare ibrida chirurgica-interventistica (costruzione della prima sala operatoria ibrida del centro-sud Italia).
È coordinatore del progetto P.A.C. Artemisia Lab Archiviato il 27 ottobre 2017 in Internet Archive., Percorso Ambulatoriale Cardiologico Artemisia Lab, dedicato alle malattie cardiovascolari.

## Attività umanitaria
È presidente della ONLUS “Dona la vita con il cuore”, volta alla promozione di iniziative di prevenzione, ricerca e trattamento nel campo delle patologie cardiovascolari.